# سیدیا
سیدیا (به انگلیسی: Cydia) یک برنامه است که بعد از جیلبریک (شکستن قفل دستگاه‌های اپل) روی آنها نصب می‌شود که در آن کاربران می‌توانند نرم‌افزار کاربردی و برنامه‌های کرک‌شده را به طور آسان و رایگان نصب کنند. سیدیا توسط جی فریمن و شرکت او (SaurikIT) طراحی شده و برای نصب تم یا فعالسازی بلوتوث کاربرد دارد.